# Джуел Стейт
Джу́ел Стейт (англ. Jewel Belair Staite; нар. 2 червня 1982) — канадська акторка, ВІЛ-СНІД активістка. Відома участю в телесеріалах «Світлячок», «Зоряна брама: Атлантида» та фільмі «Місія Сереніті».

## Життєпис
Народилася сьомою дитиною в сім'ї. З раннього віку знімалася у кіно, працювала моделлю. У віці 6 років Джуел почала вчитися у Ванкувері в молодіжному театрі, де тренувалася по кілька днів на тиждень протягом років. Робота над собою окупилася: Джуел отримала провідну роль у Disney Channel серії «Flash Forward» з Беном Фостером.
Освіта: Ванкуверська школа кіномистецтва.

### Кар'єра
Стейт дебютувала у 2005 художнім фільмом на Universal Pictures Serenity у серіалі «Світлячок», де зіграла роль Кейлі.
У 2006 і 2017 роках вона з'явилася на Armageddon Expo у Веллінгтоні, Нова Зеландія.
Останньою роботою Джуел Стейт — роль Дженніфер Келлер у телесеріалі «Зоряна брама: Атлантида». Ця її робота принесла їй популярність та визнання з врученням нагороди Leo Award у номінації «Найкраща акторка в драматичній ролі» у 2008. За цим була номінації від Leo Award та нагорода у 2009 «Найкраща головна жіноча роль».

## Приватне життя
Була одружена з актором Метом Андерсоном з 2003 по 2011 рік. У травні 2015 року заручилася з Чарлі Річі. Пізніше того ж місяця оголосила, що вагітна. 9 грудня 2015 оголосила про народження сина Вайлдера Кеткарта Річі. Одружилася з Чарлі Річі 23 липня 2016 року.
Живе у трьох кварталах від своїх батьків у Ванкувері.
Активно підтримує програму АНТИСНІД, оскільки її дядько помер від цієї хвороби.
Дружить з колегами по телесеріалу «Вище землі» — Ей Джей Кук, Меган Орі та Челан Сіммонс.

## Фільмографія
- 1992 — Liar Liar (Телефільм) — Доріанна
- 1995 — Gold Diggers
- 1995 — Цілком таємно (Телесеріал) — 3 Сезон, 8 Епізод — Емі Джакобс
- 1996 — Flash Forward (телесеріал)
- 1996 — Space Cases (телесеріал)
- 1997 — Honey, I Shrunk the Kids: The TV Show (телесеріал)
- 1998 — Da Vinci's Inquest (телесеріал)
- 2000 — Higher Ground (телесеріал)
- 2001 — Immortal (телефільм)
- 2002 — Just Deal (телесеріал)
- 2002 — Highschool Trickser — Шеетс
- 2002 — Firefly (телесеріал) — Кейлі (Кейвінніт Лі) Фрай
- 2003 — Мертві, як я (телесеріал) — дівчина-гот
- 2004 — Чудопад (телесеріал) — Гайді Ґоттс (4 серії)
- 2005 — Stargate Atlantis (телесеріал) — 2 сезон, 7 епізод — Елія
- 2005 — Serenity — Кейлі (Кейвінніт Лі) Фрай
- 2005 — Widow on the Hill (телефільм) — Дженні Каванос
- 2009 — Плем'я — Ліз
- 2007—2009 — Зоряна брама: Атлантида (телесеріал) — Дженіфер Келлер
- 2011 — Пророцтво про Судний день — Брук Кельвін
- 2013—2014 — Убивство (телесеріал) — Керолайн Свіфт
- 2015 — Як влаштувати оргію в маленькому місті — Кессі Кренстон
- 2016 — Легенди завтрашнього дня (телесеріал) — Доктор Брайс
- 2016 — Касл (телесеріал) — Ерін Черлофф
- 2017 — Сліпа зона (телесеріал) — Ківа Гарен
- 2021—т.ч. — Family Law — Ебігейл Б'янкі